# Aftokinitodromos 25
Der Aftokinitodromos 25 / Αυτοκινητόδρομος 25 (griechisch für ‚Autobahn 25‘) ist eine griechische Autobahn und verbindet die nordgriechischen Ballungsräume Thessaloniki und Serres mit der bulgarischen Grenze und der dortigen Awtomagistrala Struma. Sie verläuft von Südwesten (Thessaloniki) nach Nordosten (Serres, Bulgarien). Die Autobahn ist eine Quer- oder Vertikalachse zur Autobahn 2 (Egnatia Odos). Ihr Planungsstadium ist abgeschlossen und alle Teilstücke befinden sich im Bau.
Die Autobahn 25 wird bei Fertigstellung die Europastraße 79 aufnehmen, welche bisher auf den Ethniki Odos 12 und Ethniki Odos 63 liegt.
Die Baukosten für die Autobahn A25 betragen mit Stand vom September 2007 350 Millionen Euro.

## Verlauf
Die A25 beginnt am Autobahnkreuz Serres/Langadas nordöstlich von Thessaloniki und nordwestlich des Koronia-Sees und führt in nordöstliche Richtung über Dorkada auf Serres zu. Dabei wird zum größten Teil die Trasse der bestehenden Nationalstraße 12 benutzt. Nordwestlich von Serres wird die Autobahn A25 nach Norden verschwenken und dem Trassenverlauf der Nationalstraße 63 über Sidirokastro nach Promachonas an die bulgarische Grenze folgen. Sie wird dabei von der Bahnstrecke Thessaloniki-Serres-Sofia begleitet. Südlich von Promachonas wird die Autobahn A25 den Rupel-Pass (oder Roupel-Pass) mit dem Fort Roupel passieren, bevor sie nördlich von Promachonas die bulgarische Grenze überschreitet. Die Stadt Serres erhält keinen unmittelbaren Anschluss an die Autobahn A25.

## Planungen
Nach Veröffentlichung der offiziellen Nummerierung der griechischen Autobahnen durch das Generalsekretariat des Ministeriums für Umwelt, Raumordnung und Öffentliche Bauten im Januar 2008 ist der Verlauf der A25 nicht am Autobahnkreuz Serres/Langadas beendet. Nach diesen Angaben wird die A25 auf gemeinsamer Trasse mit der A2 zum Autobahnkreuz Efkarpia/Titan fortgeführt und folgt anschließend dem im Planungsstadium befindlichen Außenring Thessaloniki um Thessaloniki herum nach Süden bis Kato Scholari. Die A25 wird ab Kato Scholari auf der Trasse der zwischenzeitlich als A67 bzw. Nationalstraße 67 über Nea Kallikratia, Nea Moudania nach Kallithea auf der Halbinsel Kassandra (Chalkidiki) führen.